# Jacob Gade

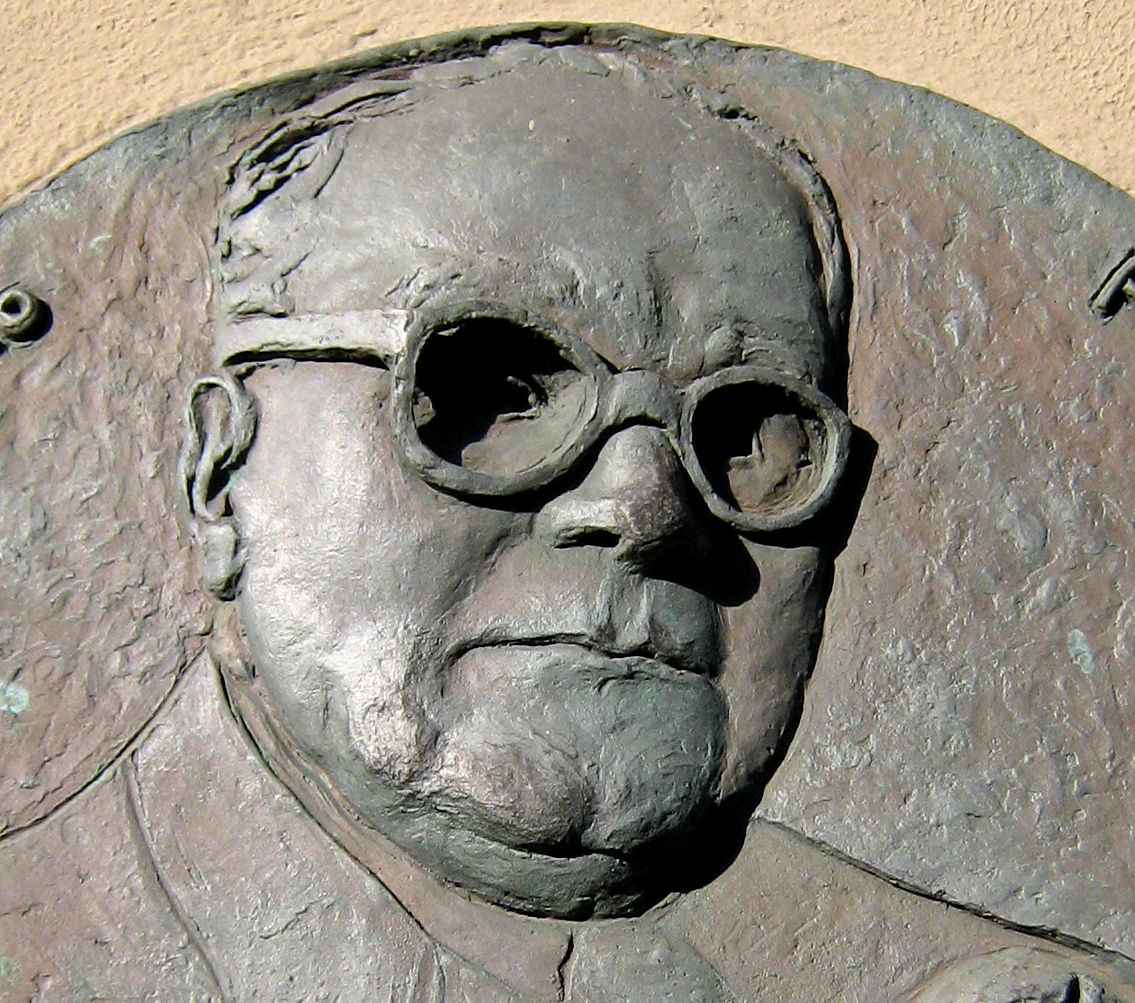
Jacob Gade, wycinek z tablicy pamiątkowej w Vejle

Jacob Thune Hansen Gade (ur. 29 listopada 1879 w Vejle, Dania, zm. 20 lutego 1963 w Torø Huse, gmina Assens na wyspie Fionia) – duński skrzypek i kompozytor. Nie należy go mylić z innym duńskim kompozytorem, Nielsem Wilhelmem Gade.
Kompozytor znany jest powszechnie dzięki utworowi „Jalousie” (franc. zazdrość, zawiść) którego prawykonanie odbyło się 14 września 1925. Ten utwór w rytmie tanga był skomponowany jako akompaniament do niemego filmu amerykańskiego "Don Q. syn Zorro" z Douglasem Fairbanksem i Mary Astor. Utwór wkrótce pojawił się na ścieżkach dźwiękowych ponad stu filmów, w wielu językach powstały teksty do jego melodii. 
Dzięki wsparciu duńskiego domu królewskiego kompozytor był wolny od trosk materialnych i mógł się poświęcić wyłącznie komponowaniu. W roku 1943 przeniósł się do wsi Torø Huse na zachodnim wybrzeżu wyspy Fionia, gdzie zamieszkał do końca życia.
Obecnie dochody z tantiem wpływają na konto fundacji wspierającej młodych muzyków.

## Dyskografia
- Christian Westergaard: Walzer, Tangos und Filmmusik, 2010 Dacapo 8.226057 (Naxos)